# Snösparv
Snösparv (Plectrophenax nivalis) är en kontrastrikt tecknad svartvit fågel som numera placeras i den lilla familjen sporrsparvar. Den häckar i arktiska områden och ses vintertid i flockar i tempererade nordliga områden. Fågeln minskar i antal, dock inte tillräckligt kraftigt för att anses vara hotad.

## Utseende
Snösparven har en mycket variabel fjäderdräkt beroende på kön, årstid och ålder. Den är en trind och långvingad sparv, har svarta ben och en kontrastrik fjäderdräkt i svart, vitt, brunt och grått. I häckningsdräkt har den svart näbb medan den har gul näbb med svart spets i vinterdräkt och som juvenil. Den adulta fågeln mäter mellan 15,5–18 centimeter, har ett vingspann på 32–38 centimeter och väger 26-40 gram. I flykten känns den främst igen på sina stora vita vingfält i kontrast till de mörka handpennorna.

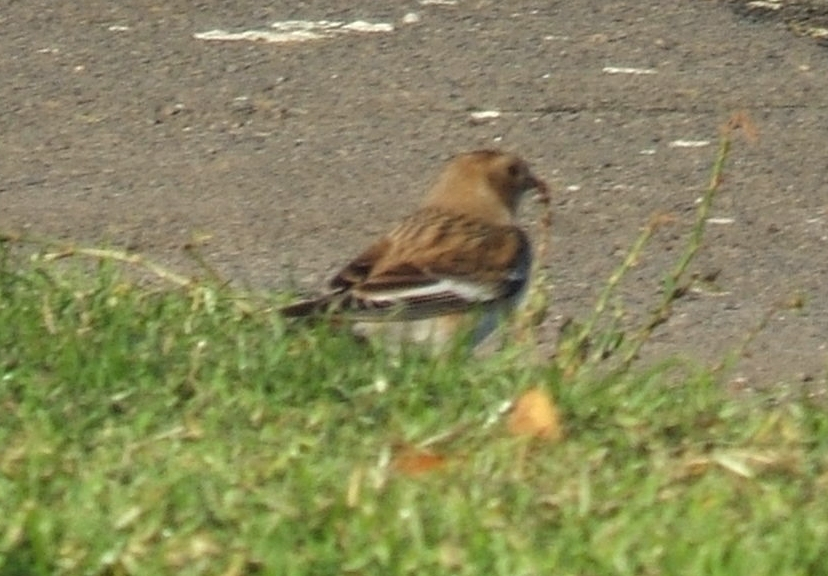
Adult hona i vinterdräkt, England.
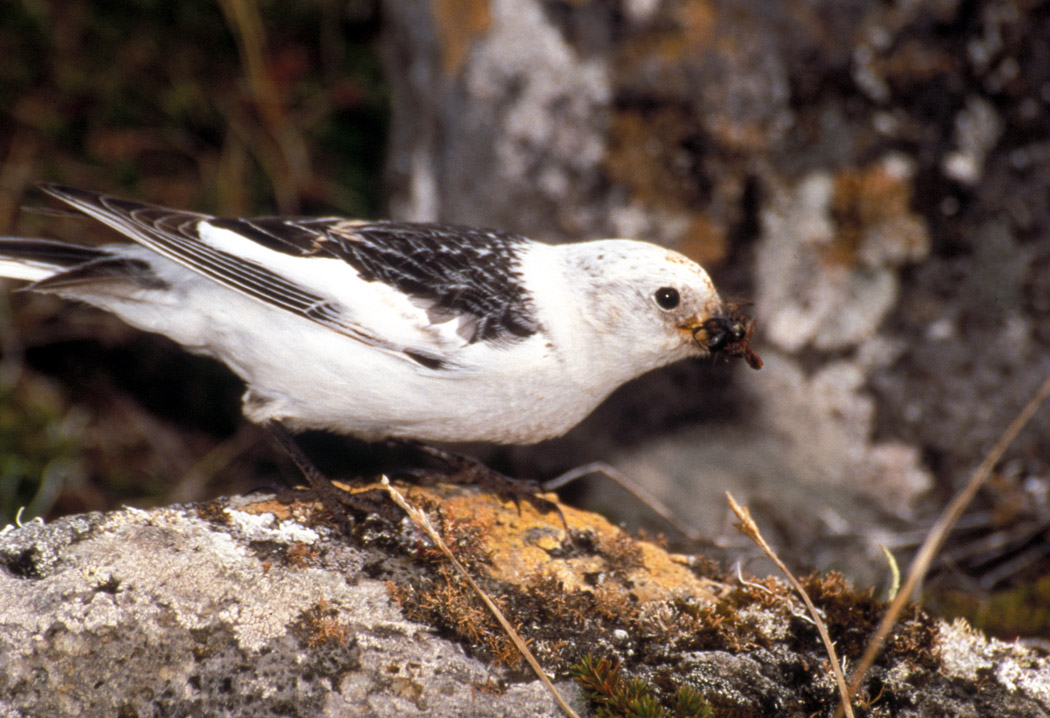
Adult hane i häckningsdräkt.

Hanen i häckningsdräkt är omisskännlig med vitt huvud, hals, övergump och undersida. De flesta av armpennorna, roten av handpennorna, vingtäckarna och de yttersta stjärtpennorna är också vita medan övriga fjädertrakter är svarta. Den adulta honan har i häckningsdräkt gråbrun hjässa, nacke och örontäckare och även bruna anstrykningar på ryggen och på det annars vita bröstet. På vintern får fjädrarna på huvud, rygg, skuldror och övergump rostbruna kanter. Underarten insulae (se nedan) har jämfört med nominatformen en något mörkare dräkt med mörkare handtäckare som även hos honan ofta är bruna.

## Läten
Snösparven har två olika lockläten, dels ett tofsmeslikt puttrigt "per'r'r'rit", dels en mjuk vissling, "pjyu", liknande mindre strandpipare. Sången är kort och kvittrande med klar röst och liksom lappsparven med ödslig klang.

## Utbredning och systematik
Snösparven förekommer på norra halvklotet och häckar cirkumpolär i arktiska områden. Det finns några få isolerade populationer som häckar på höga bergstoppar söder om den arktiska regionen, däribland på Cairngorm i centrala Skottland och Saint Elias-bergen på den södra gränsen mellan Alaska och Yukon. Hela världspopulationen är flyttfåglar, förutom populationen på Island, och flyttar till nordliga tempererade områden som ligger kring 60°–40° nordlig bredd.  

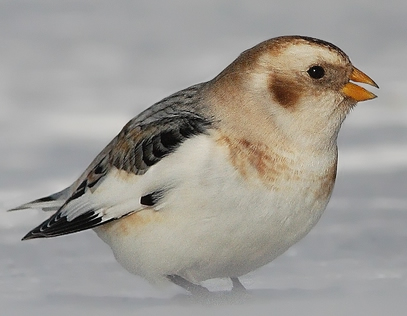
Snösparv (P. n. insulae) i vinterdräkt, fotograferad på Island den 13 januari. Notera den gula näbben.

I Skandinavien häckar den i fjälltrakterna och vid Norges nordliga kuster. På vintern flyttar merparten av Skandinaviens population till södra Sverige, Danmark och länderna vid Nordsjön.

### Systematik
Släktet Plectrophenax brukar oftast bara tilldelas två arter men den andra arten, beringsnösparv (Plectrophenax hyperboreus), behandlas av vissa auktoriteter som underart till snösparven. Snösparven delas annars oftast upp i tre till fyra underarter med följande utbredning:
- Plectrophenax nivalis nivalis, vanlig snösparv[9] – nominatformen häckar i Alaska (inklusive delar av Aleuterna), i norra Kanada, på Grönland, Svalbard, i Frans Josefs land, i norra Skandinavien och i norra Europeiska Ryssland österut till Novaja Zemlja.
- Plectrophenax nivalis insulae (Salomonsen, 1931) – häckar på Island och i norra Skottland. Inkluderas ibland i nivalis. Delvis stannfågel på Island men övervintrar även på Brittiska öarna och i Holland.[5]
- Plectrophenax nivalis vlasowae (Portenko, 1937), inklusive pallidior (Salomonsen 1947) – häckar i norra Sibirien, från Petjora och österut till Berings sund.
- Plectrophenax nivalis townsendi (Ridgway, 1887) – häckar i östra Kamtjatka och på Kommendörsöarna, Pribiloföarna och på västra Aleuterna.

### Familjetillhörighet
Snösparven har traditionellt placerats inom den ganska stora familjen fältsparvar (Emberizidae) men data från genetiska undersökningar visar att de två snösparvarna inom släktet Plectrophenax, tillsammans med de tre arterna inom släktet Calcarius, och präriesporrsparven (Rhynchophanes mccownii) inte har sina närmsta släktingar inom fältsparvsfamiljen utan istället utgör den egna familjen sporrsparvar (Calcariidae).

## Ekologi
Häckningsbiotopen är tundra, trädlösa hedar och kalfjäll. Om vintern förekommer den i större flockar, ofta vid sandiga kustområden eller låga bergstrakter och mer sällan på stubbåkrar.

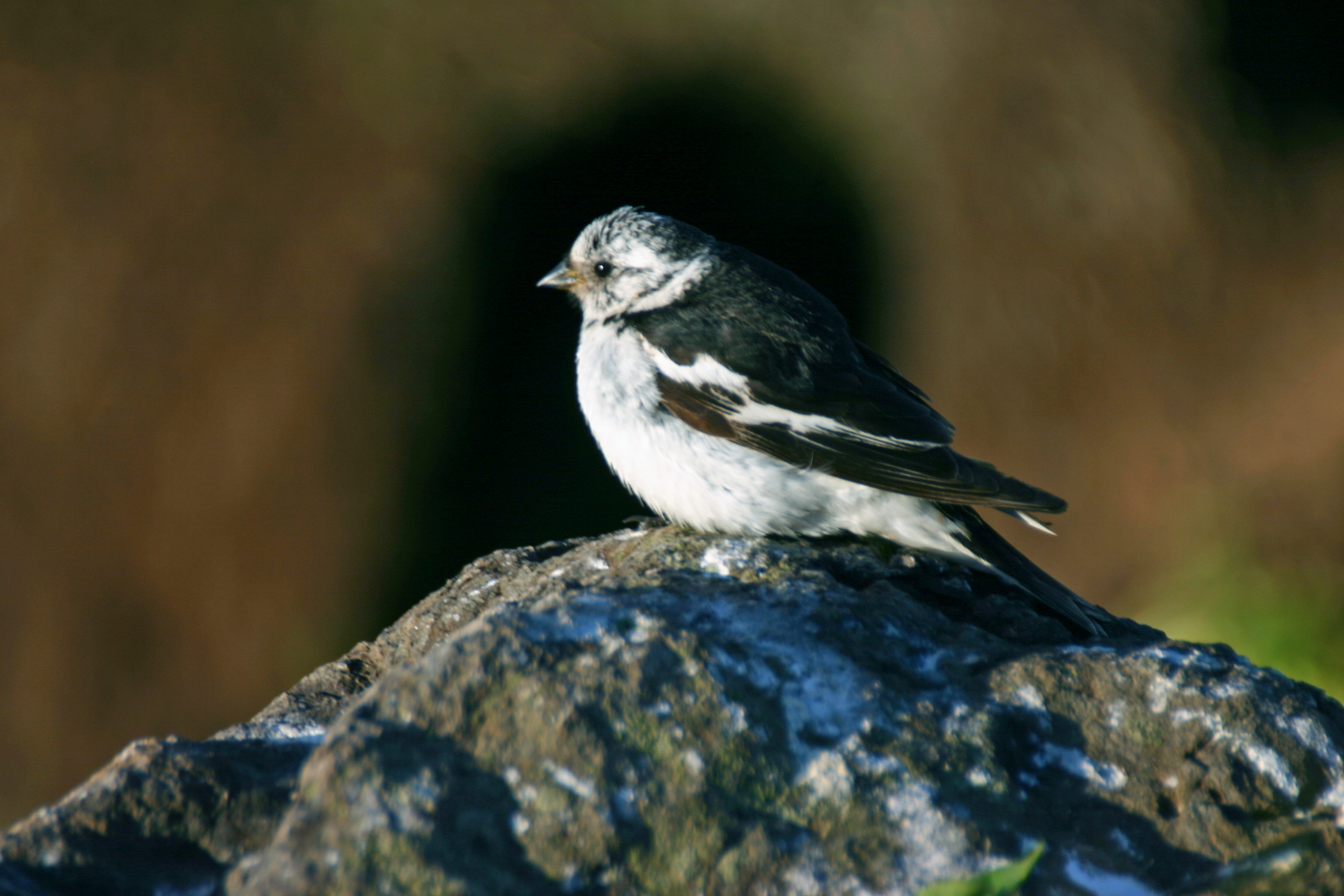
Adult hona i häckningsdräkt insulae, Island. Även om denna individ är svart på ryggen så visar den svartaktig nacken och hjässan tillsammans med de begränsat vita på vingen att detta är en hona.

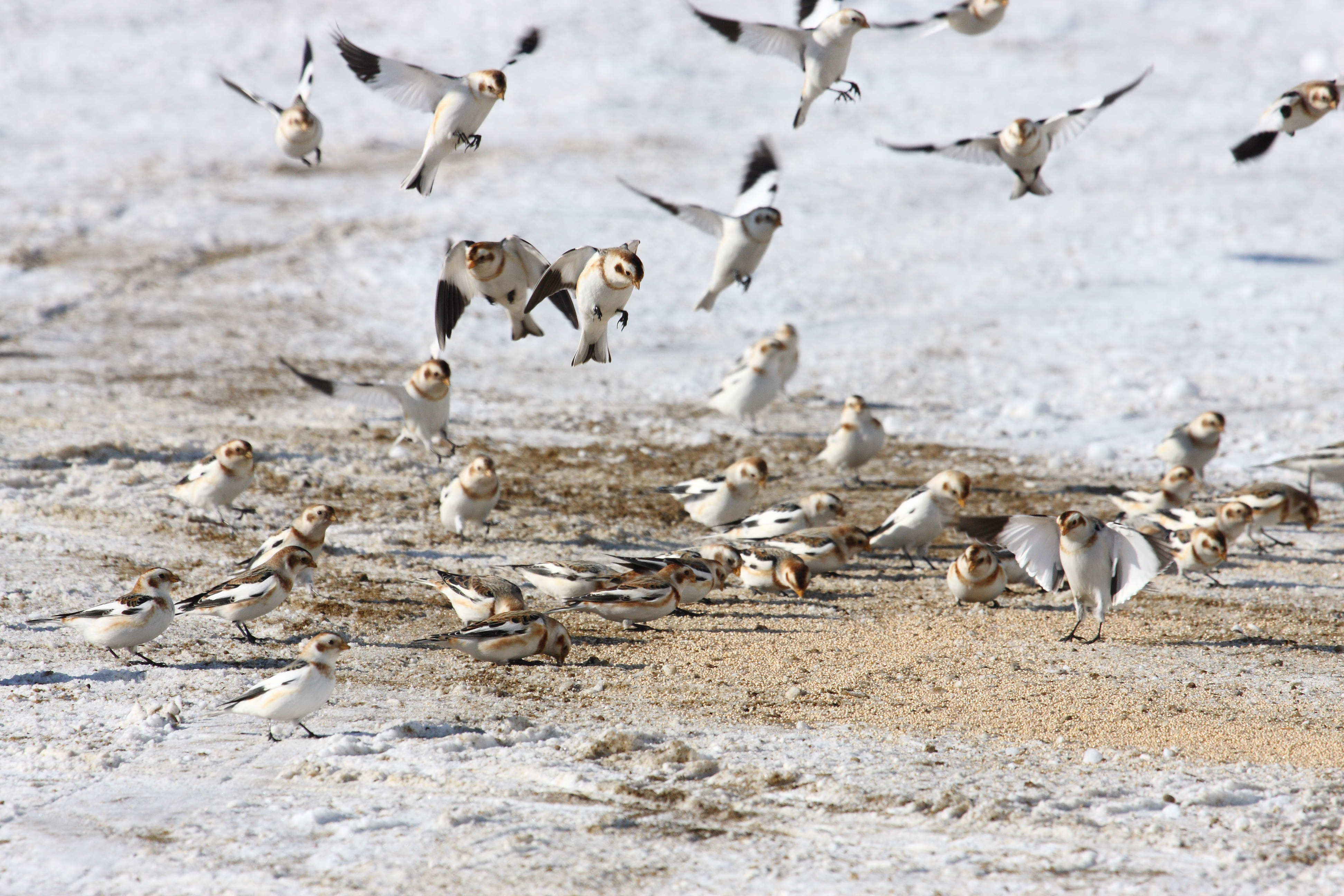
Vinterflock nivalis i Kanada.

Boet byggs under en sten eller i en klippskreva. Honan bygger boet av mossa och lavar, fodrat med bland annat gräs och fjädrar. Hon lägger fem till sju ägg, som är 21 millimeter stora och grönblå med brunaktiga fläckar. Äggen ruvas av honan i tio till 13 dagar. Ungarna blir flygfärdiga efter omkring två veckor. Snösparven blir könsmogen vid ett års ålder.

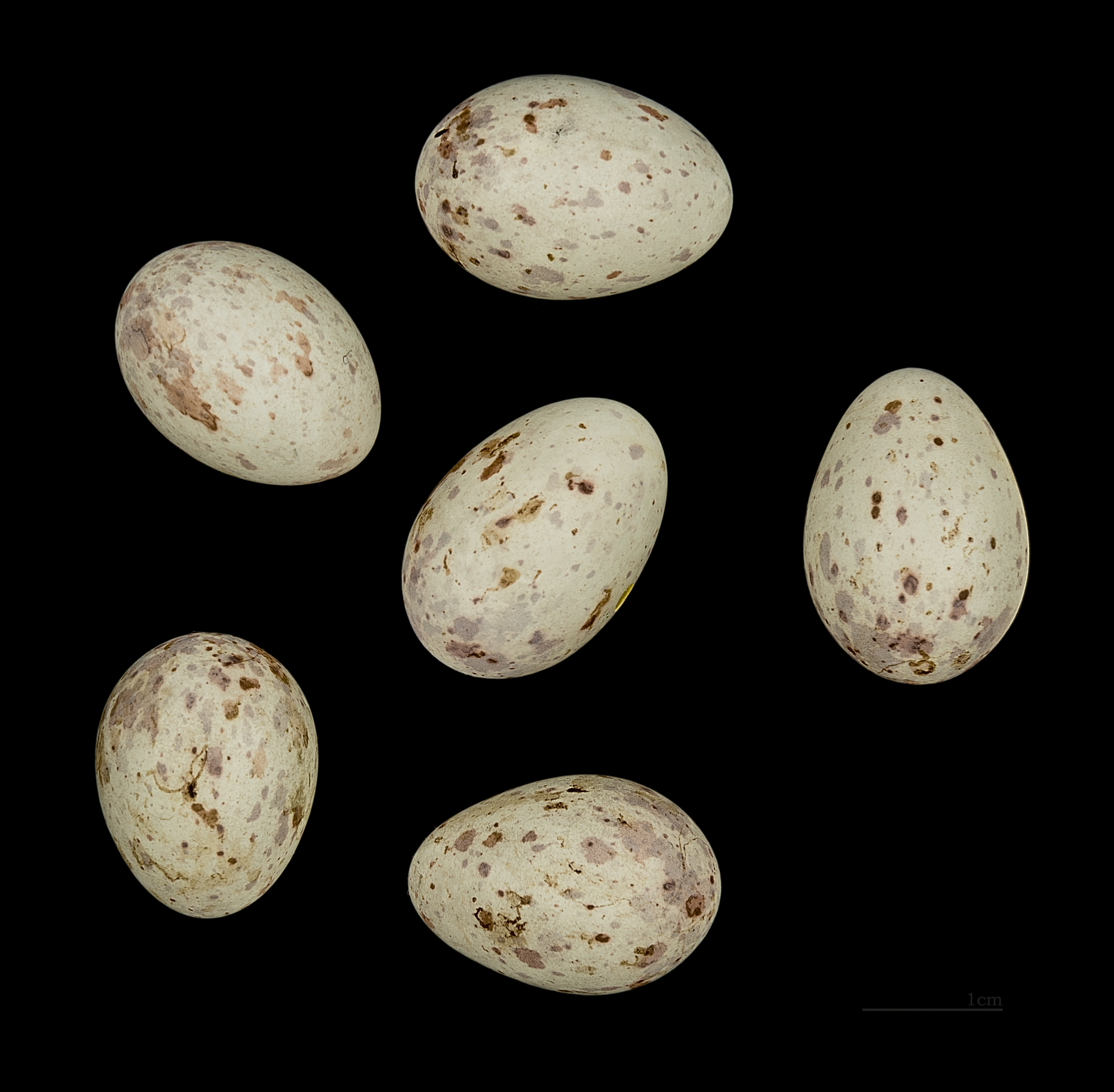
Ägg av snösparv.

Snösparven livnär sig av frön och på sommaren av insekter.

## Snösparven och människan

### Status och hot
Arten har ett stort utbredningsområde och en stor population, men tros minska i antal, dock inte tillräckligt kraftigt för att den ska betraktas som hotad. Internationella naturvårdsunionen IUCN kategoriserar därför arten som livskraftig (LC). Världspopulationen uppskattades 2004 till fler än 40 miljoner individer. I Europa tros det häcka 1 230 000–2 310 000 par.

#### Status i Sverige
Även i Sverige minskar snösparven i antal, de senaste 30 åren med mellan tio och 40 %. De senaste tio har populationsutvecklingen dock varit stabil. Det svenska beståndet anses vara livskraftigt. 2018 uppskattades det svenska beståndet till 26 000 par.

### Namn
Tidigare kallades den även för snölärka.[källa behövs]

### Jakt
Förr jagades snösparv i snaror, främst om våren då det var ont om kött.